# Pondaurat
Pondaurat är en kommun i departementet Gironde i regionen Nouvelle-Aquitaine i sydvästra Frankrike. Kommunen ligger i kantonen Auros som tillhör arrondissementet Langon. År 2022 hade Pondaurat 456 invånare.

## Befolkningsutveckling
Antalet invånare i kommunen Pondaurat
Referens:INSEE